# Équipe cycliste Alessio-Bianchi
L'équipe cycliste Alessio-Bianchi est une ancienne équipe cycliste italienne ayant existé, sous différentes dénominations, de 1998 à 2004 dirigée par Bruno Cenghialta et Dario Mariuzzo. En 2005, une partie de l'effectif de l'équipe a rejoint Liquigas-Bianchi.

## Historique du nom
- 1998 : Ballan
- 1999 : Ballan-Alessio
- 2000-2003 : Alessio
- 2004 : Alessio-Bianchi

## Principaux coureurs
| - Magnus Bäckstedt (2004) - Fabio Baldato (1999, 2003-2004) - Stefano Casagranda (2000-2003) - Pietro Caucchioli (2001-2004) - Laurent Dufaux (2002-2003) - Ivan Gotti (2001-2002) | - Nicola Loda (1998-1999) - Franco Pellizotti (2001-2004) - Gilberto Simoni (1999) - Massimo Strazzer (2000) - Andrea Tafi (2004) - Matteo Tosatto (1998-1999) |

## Principales victoires
- 1998
  - 4e étape de Tirreno-Adriatico ( Gabriele Colombo)

- 1999
  - 4e étape du Tour de Suisse ( Gilberto Simoni)

- 2001
  - 8e et 17e étapes de Tour d'Italie ( Pietro Caucchioli)
  - 2e et 8e étapes de Tirreno-Adriatico ( Endrio Leoni)

- 2002
  - 6e étape de Tirreno-Adriatico ( Franco Pellizotti)

- 2003
  - 5e étape de Tirreno-Adriatico ( Ruggero Marzoli)
  - 3e étape du Tour de Romandie ( Laurent Dufaux)

- 2004
  - Paris-Roubaix ( Magnus Bäckstedt)